# Clytios fils d'Eurytos
Pour les articles homonymes, voir Clytios.

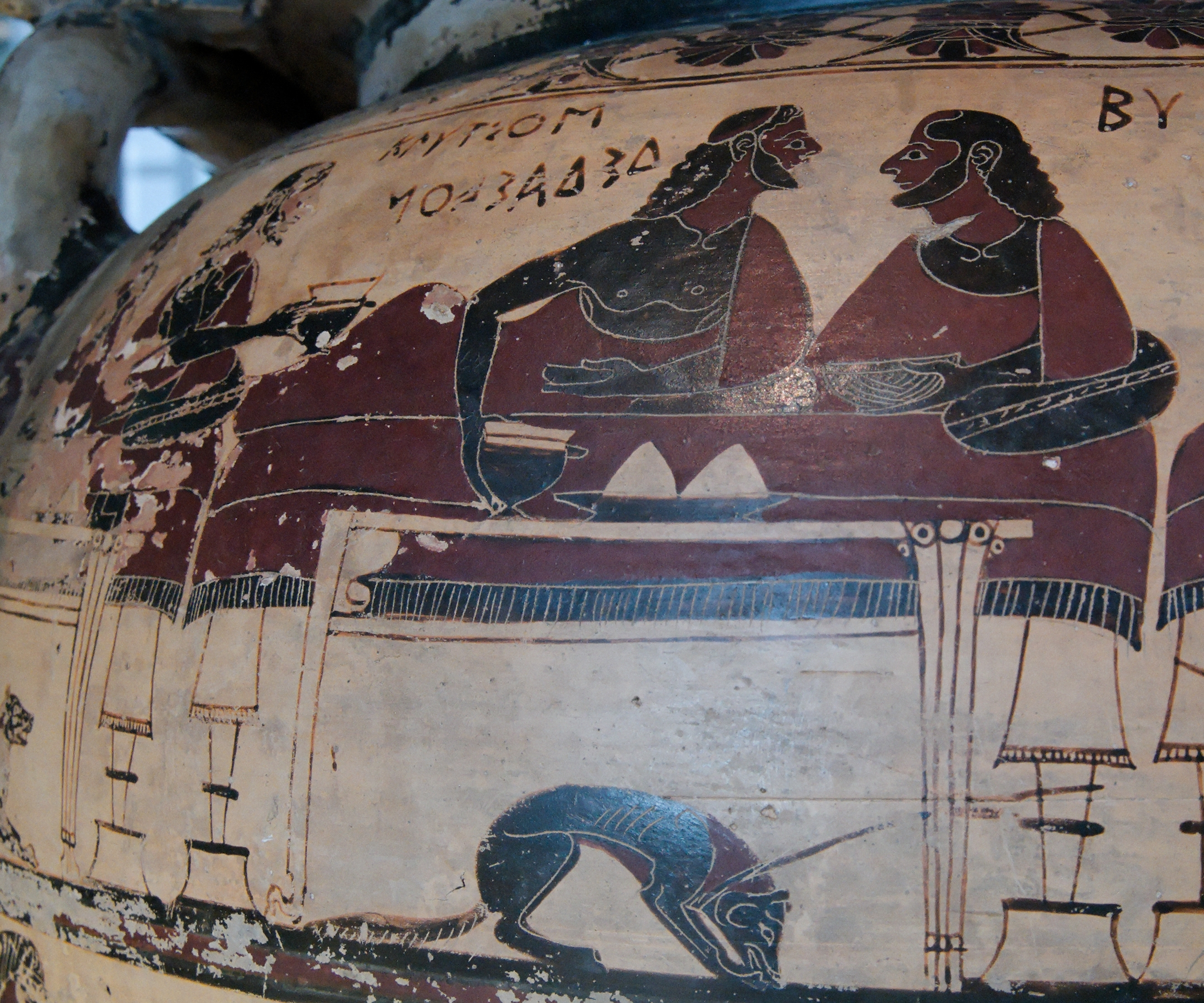
Banquet d'Héraclès dans la maison d'Eurytos. Louvre.

Dans la mythologie grecque, Clytios ou Clytos est le fils d'Eurytos (roi d'Œchalie) et d'Antiope. Hygin le compte parmi les prétendants d'Hélène, et parmi les Argonautes, avec son frère Iphitos.
Il est tué par Héraclès lors du contentieux qui oppose le héros à son père.

## Sources
- Catalogue des femmes [détail des éditions] (frg. 79).
- Hygin, Fables [détail des éditions] [(la) lire en ligne] (XIV ; LXXXI).